# غازي صلاح الدين
غازي صلاح الدين (23 سبتمبر 1953 بدكا في بنغلاديش - ) (بالبنغالية: কাজী সালাউদ্দিন) هو مدرب كرة قدم ولاعب كرة قدم بنغلاديشي وباكستاني في مركز الهجوم. شارك مع منتخب بنغلاديش لكرة القدم وShadhin Bangla Football Team ‏. أما مع النوادي، فقد لعب مع Muktijoddha Sangsad KC ‏ وAbahani Limited Dhaka ‏ وMohammedan SC (Dhaka) ‏.

## وصلات خارجية
- غازي صلاح الدين على موقع ناشيونال فوتبول تيمز (الإنجليزية)